# Zimske paraolimpijske igre
Zimske paraolimpijske igre (ZPI) su međunarodna više sportska natjecanja, gdje sportaši s tjelesnim invaliditetom natječu na snijegu i ledu. To uključuje sportaše s invaliditetom u pokretu, amputacije, sljepoću i cerebralnu paralizu. Prve zimske paraolimpijske igre održane su 1976. godine u Švedskoj.

## Povijest
Podrijetlo Zimske paraolimpijskih igra su slične ljetnoj paraolimpijadi. Ozlijeđeni vojnici koji su se vratili iz Drugog svjetskog rata tražili su sport kao put liječenja. U organizaciji liječnika Ludwiga Guttmanna, sportska natjecanja između britanskih bolnica započela su 1948. i nastavljena do 1960. godine kada je u Rimu održana paraolimpijske igre nakon Olimpijskih igara 1960. godine. Više od 400 atletičara s invalidskim kolicima natječe se na Paraolimpijskim igrama iz 1960. godine, koja je postala poznata kao Prve ljetne paraolimpijske igre. Prvu zlatnu medalju u povijesti osvojila je Margaret Maughan 1960. godine u streličarstvu – prvi sport koji će biti uključen u Guttmannove planove liječenja.
Sepp Zwicknagl, predvodnik snježnih sportova za sportaše s invaliditetom, bio je australski skijaš koji je eksperimentirao sa skijanjem pomoću proteza. Njegov rad pomogao je napredak tehnoloških dostignuća za osobe s invaliditetom koje su željele sudjelovati u zimskim sportovima. Napredak je bio spor, a 1974. godine održano je prvo službeno svjetsko skijaško natjecanje za osobe s invaliditetom. Prve zimske paraolimpijske igre održane su 1976. godine u Örnsköldsviku u Švedskoj od 21. do 28. veljače. Glavne discipline bile su alpsko i nordijsko skijanje za amputirane i slabovidne sportaše, ali i sanjkanje na ledu kao probni događaj. Sudjelovalo je 198 sportaša iz 16 zemalja, a to je bilo prvi puta da je sportašima u invalidskim kolicima dopušteno natjecanje.
Od 1988. godine održavaju se ljetne olimpijske i ljetne paraolimpijske igre u istom gradu. Bio je to dogovor između Međunarodnog olimpijskog odbora (IOC) i Međunarodnog paraolimpijskog odbora (IPC). Takav slučaj sa Zimskim olimpijskim i paraolimpijskim igrama dogodio se 1992. godine domaćinstvom Albertvillea u Francuskoj.

## Športovi na Zimskim paraolimpijskim igrama
Šport koji se trenutno ne održava na ZPI
      Šport koji će se u budućnosti održavati na ZPI
| Šport              | Godine                       |
| ------------------ | ---------------------------- |
| Alpsko skijanje    | od početka                   |
| Hokej na sanjkama  | od 1994.                     |
| Brzo klizanje      | 1980. – 1988., 1994. – 1998. |
| Biatlon            | od 1988.                     |
| Bob                | od 2022.                     |
| Nordijsko skijanje | od početka                   |
| Snowboard          | od 2014.                     |
| Curling u kolicima | od 2006.                     |

## Mjesta održavanja ZPI
| Igre  | Godina | Mjesto održavanja               | Otvorio              | Datum održavanja            | O igrama       | O igrama       | O igrama | O igrama   | O igrama         |
| Igre  | Godina | Mjesto održavanja               | Otvorio              | Datum održavanja            | Države         | Natjecatelji   | Športovi | Natjecanja | Najbolja nacija  |
| ----- | ------ | ------------------------------- | -------------------- | --------------------------- | -------------- | -------------- | -------- | ---------- | ---------------- |
| I.    | 1976.  | Örnsköldsvik, Švedska           | Karlo XVI. Gustav    | 21. veljače – 28. veljače   | 16             | 53             | 2        | 53         | Zapadna Njemačka |
| II.   | 1980.  | Geilo, Norveška                 | Olav V               | 1. veljače – 7. veljače     | 18             | 299            | 2        | 63         | Norveška         |
| III.  | 1984.  | Innsbruck, Austrija             | Rudolf Kirchschläger | 14. siječnja – 20. siječnja | 21             | 419            | 3        | 107        | Austrija         |
| IV.   | 1988.  | Innsbruck, Austrija             | Kurt Waldheim        | 18. siječnja – 25. siječnja | 22             | 377            | 4        | 97         | Norveška         |
| V.    | 1992.  | Tignes – Albertville, Francuska | François Mitterrand  | 25. ožujka – 1. travnja     | 24             | 365            | 3        | 78         | SAD              |
| VI.   | 1994.  | Lillehammer, Norveška           | Queen Sonja          | 10. ožujka – 19. ožujka     | 31             | 471            | 5        | 133        | Norveška         |
| VII.  | 1998.  | Nagano, Japan                   | Princ Naruhito       | 5. ožujka – 14. ožujka      | 32             | 571            | 5        | 122        | Norveška         |
| VIII. | 2002.  | Salt Lake City, SAD             | George W. Bush       | 7. ožujka – 16. ožujka      | 36             | 416            | 4        | 92         | Njemačka         |
| IX.   | 2006.  | Torino, Italija                 | Carlo Azeglio Ciampi | 10. ožujka – 19. ožujka     | 39             | 486            | 5        | 58         | Rusija           |
| X.    | 2010.  | Vancouver – Whistler, Kanada    | Michaëlle Jean       | 12. ožujka – 21. ožujka     | 44             | 506            | 5        | 64         | Njemačka         |
| XI.   | 2014.  | Soči, Rusija                    | Vladimir Putin       | 7. ožujka – 16. ožujka      | 45             | 550            | 6        | 72         | Rusija           |
| XII.  | 2018.  | Pyeongchang, Južna Koreja       | Moon Jae-in          | 9. ožujka – 18. ožujka      | 49             | 569            | 6        | 80         | SAD              |
| XIII. | 2022.  | Peking, Kina                    | -                    | 4. ožujka – 13. ožujka      | budući događaj | budući događaj | 7        | 81         | -                |

## Vanjske poveznice
- Paralympic Games  Arhivirana inačica izvorne stranice od 19. ožujka 2018. (Wayback Machine) (eng.)
- Hrvatski paraolimpijski odbor (HPO)